# Liste der Nintendo-Switch-Spiele/G
| Titel                                                         | Entwickler                           | Herausgeber                               | Genre                 | Handel | Veröffentlichung D/A/CH                       |
| ------------------------------------------------------------- | ------------------------------------ | ----------------------------------------- | --------------------- | ------ | --------------------------------------------- |
| G.R.E.E.N. THE LIFE ALG0R1THM                                 | ESTACION PI                          | ESTACION PI                               | Action-Adventure      | Nein   | 26. November 2019                             |
| Gabbuchi                                                      | h.a.n.d.                             | h.a.n.d.                                  | Puzzle                | Nein   | 31. Januar 2019                               |
| Gakuen Club                                                   | OperaHouse Corporation               | D3 Publisher                              | Adventure             | Nein   | 6. September 2018                             |
| Gal*Gun 2 (nicht in Deutschland, keine USK Freigabe erhalten) | Inti Creates                         | PQube                                     | Rail Shooter          | Ja     | 13. April 2018                                |
| Gal Metal                                                     | DMM Games                            | Marvelous Europe                          | Rhythmusspiel         | Ja     | 2. November 2018                              |
| Galactic Defence Squadron                                     | 4MB Interactive                      | 4MB Interactive                           | Shoot 'em up          | Nein   | 14. November 2019                             |
| GALAK-Z: The Void: Deluxe Edition                             | 17-BIT                               | Golem Consulting                          | Shoot 'em up          | Nein   | 26. März 2019                                 |
| GALAK-Z: Variant S                                            | GUNGHOONLINE                         | GUNGHOONLINE                              | Shooter Rollenspiel   | Nein   | 12. Juli 2018                                 |
| Galaxy Champions TV                                           | Silesia Games                        | Silesia Games                             | Shoot 'em up          | Nein   | 3. Oktober 2019                               |
| Galaxy of Pen & Paper +1 Edition                              | Behold Studios                       | Plug In Digital                           | Rollenspiel           | Nein   | 8. April 2020                                 |
| Game Dev Story                                                | Kairosoft                            | Kairosoft                                 | Simulation            | Nein   | 11. Oktober 2018                              |
| Game Tengoku CruisinMix Special                               | City Connection                      | City Connection                           | Shooter               | Nein   | 14. Mai 2020                                  |
| Ganbare! Super Strikers                                       | Rese Games                           | Ratalaika Games                           | Rollenspiel Fußball   | Nein   | 28. Februar 2020                              |
| Gaokao.Love.100Days                                           | NVLMaker                             | NVLMaker                                  | Visual Novel          | Nein   | 1. Oktober 2018                               |
| Garage                                                        | Zombie Dynamics                      | tinyBuild Games                           | Action Shoot 'em up   | Nein   | 10. Mai 2018                                  |
| Garage Mechanic Simulator                                     | InImages                             | Ultimate Games                            | Simulation            | Nein   | 26. Juli 2019                                 |
| Garfield Kart Furious Racing                                  | Artefact                             | Microids                                  | Kartspiel             | Nein   | 7. November 2019                              |
| Gate of Doom                                                  | Flying Tiger Entertainment           | FTE Games                                 | Arcade                | Nein   | 22. März 2018                                 |
| Gates of Hell                                                 | Barbed Wire Studios                  | Super Icon                                | Shoot 'em up          | Nein   | 30. April 2020                                |
| Gato Roboto                                                   | doinksoft                            | Devolver Digital                          | Adventure Platformer  | Nein   | 30. Mai 2019                                  |
| Gear.Club Unlimited                                           | Eden Games                           | Microids                                  | Rennspiel             | Ja     | 1. Dezember 2017                              |
| Gear.Club Unlimited 2                                         | Eden Games                           | Microids                                  | Rennspiel             | Ja     | 4. Dezember 2018                              |
| Geheimakte Sam Peters                                         | Animation Art                        | Koch Media                                | Adventure             | Nein   | 10. Oktober 2019                              |
| Geheimakte Tunguska                                           | Animation Art                        | Koch Media                                | Adventure             | Nein   | 30. November 2018                             |
| Geheimakte 2: Puritas Cordis                                  | Animation Art                        | Koch Media                                | Adventure             | Nein   | 20. Juni 2019                                 |
| Geki Yaba Runner Anniversary Edition                          | QuibicGames                          | QuibicGames                               | Platformer            | Nein   | 31. Mai 2019                                  |
| Gekido Kintaro’s Revenge                                      | Naps Team                            | Naps Team                                 | Beat ’em up           | Nein   | 22. März 2018                                 |
| Gelly Break                                                   | ByteRockers' Games                   | EuroVideo                                 | Platformer            | Nein   | 29. November 2018                             |
| Gem Smashers                                                  | TREVA Entertainment                  | TREVA Entertainment Retail: Markt+Technik | Puzzle                | Ja     | 15. März 2018                                 |
| Gemstone Keeper                                               | Gamepopper                           | Gamepopper                                | Shooter               | Nein   | 27. November 2019                             |
| Genetic Disaster                                              | Team8 Studio                         | Drageus Games                             | Adventure             | Nein   | 29. Mai 2020                                  |
| GENSOU Skydrift                                               | Unities                              | Unities                                   | Rennspiel             | Nein   | 11. Dezember 2019                             |
| GensokyoDefenders                                             | Unities                              | Unities                                   | Action                | Nein   | 29. November 2018                             |
| GetAmped Mobile                                               | CyberStep                            | CyberStep                                 | Fighting              | Nein   | 17. Januar 2019                               |
| Get Me Outta Here                                             | Rossman Bros Games                   | QubicGames                                | Shoot 'em up          | Nein   | 30. November 2019                             |
| Ghost 1.0                                                     | unepic_fran                          | Francis Cota                              | Metroidvania          | Nein   | 12. Juli 2018                                 |
| Ghost Blade HD                                                | eastasiasoft                         | eastasiasoft                              | Shoot ’em up          | Nein   | 24. Oktober 2019                              |
| Ghost Files: Memory of a Crime                                | Brave Giant                          | Artifex Mundi                             | Adventure             | Nein   | 6. Mai 2020                                   |
| Ghost Parade                                                  | Lentera Nusantara Studio Corporation | Numskull Games                            | Adventure             | Nein   | 31. Oktober 2019                              |
| Ghost Sweeper                                                 | 7 Raven Studios                      | 7 Raven Studios                           | Arcade                | Nein   | 19. März 2020                                 |
| Ghostbusters: The Video Game Remastered                       | Mad Dog Game                         | Mad Dog Game                              | Adventure Action      | Ja     | 4. Oktober 2019                               |
| Ghoulboy                                                      | Dolores Entertainment                | Dolores Entertainment                     | Adventure             | Nein   | 14. Februar 2019                              |
| Gibbous – A Cthulhu Adventure                                 | Stuck In Attic                       | Stuck In Attic                            | Adventure             | Nein   | 28. Oktober 2020                              |
| Giana Sisters: Twisted Dreams – Owltimate Edition             | Black Forest Games                   | THQ Nordic                                | Platformer            | Ja     | 25. September 2018                            |
| Giga Wrecker Alt.                                             | Game Freak                           | Rising Star Games                         | Platformer            | Nein   | 2. Mai 2019                                   |
| Gigantic Army                                                 | ASTRO PORT                           | Storybird                                 | Action Shoot ’em up   | Nein   | 21. Februar 2019                              |
| Gigantosaurus - Das Spiel                                     | Cyber Group Studios Wild Sphere      | Outright Games                            | Platformer            | Ja     | 27. März 2020                                 |
| Ginger: Beyond the Crystal                                    | Drakhar Studio                       | BadLand Games                             | Adventure Plattformer | Nein   | 17. November 2017                             |
| Glaive: Brick Breaker                                         | Blue Sunset Games                    | Blue Sunset Games                         | Breakout              | Nein   | 26. April 2018                                |
| Glass Masquerade                                              | Stage Clear Studios                  | Digerati                                  | Puzzle                | Nein   | 8. Februar 2019                               |
| Glass Masquerade 2: Illusions                                 | Onyx Lute                            | Digerati                                  | Puzzle                | Nein   | 14. Februar 2020                              |
| Gleaner Heights                                               | ManolidisAimilios                    | ManolidisAimilios                         | Adventure Rollenspiel | Nein   | 15. Oktober 2019                              |
| Gnomes Garden                                                 | 8Floor Games                         | 8Floor Games                              | Strategie             | Nein   | 22. November 2018                             |
| Gnomes Garden 2                                               | 8Floor Games                         | 8Floor Games                              | Strategie             | Nein   | 3. Januar 2019                                |
| Gnomes Garden 3: The thief of castles                         | 8Floor Games                         | 8Floor Games                              | Strategie             | Nein   | 30. August 2018                               |
| Gnomes Garden: Lost King                                      | 8Floor Games                         | 8Floor Games                              | Strategie             | Nein   | 5. September 2019                             |
| Gnomes Garden: New Home                                       | 8Floor Games                         | 8Floor Games                              | Strategie             | Nein   | 7. Februar 2019                               |
| Go All Out!                                                   | Blue Sunset Games                    | Forever Entertainment                     | Fighting              | Nein   | 13. Februar 2020                              |
| Go Fishing 3D                                                 | Ultimate Games                       | Ultimate Games                            | Sport                 | Nein   | 28. Oktober 2019                              |
| Go Vacation                                                   | Bandai Namco Studios                 | Nintendo                                  | Sport                 | Ja     | 27. Juli 2018                                 |
| Go! Fish Go!                                                  | Cool Small Games                     | Cool Small Games                          | Platformer            | Nein   | 15. November 2019                             |
| GoatPunks                                                     | Studio Canvas                        | Mellifont Santiago                        | Action                | Nein   | 20. April 2019                                |
| Goat Simulator: The GOATY                                     | Coffee Stain                         | Coffee Stain                              | Simulation            | Nein   | 23. Januar 2019                               |
| Goblin Sword                                                  | Eleftherios Christodoulatos          | Gelato Games                              | Adventure             | Nein   | 13. Februar 2020                              |
| God Eater 3                                                   | Marvelous                            | Bandai Namco Entertainment                | Action-Adventure      | Ja     | 12. Juli 2019                                 |
| God Wars: The Complete Legend                                 | Kadokawa Shoten                      | NIS America                               | Strategie-Rollenspiel | Ja     | 31. August 2018                               |
| Godly Corp                                                    | TR8 Torus Studios                    | Ultimate Games                            | Action Simulation     | Nein   | 5. April 2019                                 |
| GODS Remastered                                               | Robot Riot                           | Robot Riot                                | Action Platformer     | Nein   | 18. Januar 2019                               |
| Goetia                                                        | Sushee                               | Forever Entertainment                     | Adventure             | Nein   | 26. April 2018                                |
| GOKEN                                                         | GIANTY                               | GIANTY                                    | Action-Rollenspiel    | Nein   | 28. März 2019                                 |
| Golazo!                                                       | Klabater                             | Klabater                                  | Fußball               | Nein   | 12. September 2019                            |
| Golem Gates                                                   | Laser Guided Games                   | Digerati                                  | Strategie             | Nein   | 31. Mai 2019                                  |
| Golf Peaks                                                    | 7Levels                              | 7Levels                                   | Puzzle                | Nein   | 14. März 2019                                 |
| Golf Story                                                    | Sidebar Games                        | Sidebar Games Retail: Limited Run Games   | Sport Rollenspiel     | Ja     | 28. September 2017 Retail: 28. September 2018 |
| Golf With Your Friends                                        | Team17                               | Team17                                    | Simulation            | Nein   | 19. Mai 2020                                  |
| Gone Home                                                     | Fullbright                           | Fullbright                                | Simulation            | Nein   | 6. September 2018                             |
| Gonner                                                        | Art in Heart                         | Raw Fury                                  | Rogue-like            | Nein   | 29. Juni 2017                                 |
| Good Job!                                                     | Paladin Studios                      | Nintendo                                  | Puzzle                | Nein   | 26. März 2020                                 |
| Goodbye Deponia                                               | Daedalic GmbH                        | Daedalic GmbH                             | Adventure             | Nein   | 23. Dezember 2019                             |
| Goonya Fighter                                                | MUTAN                                | MUTAN                                     | Fighting              | Nein   | 27. Juni 2019                                 |
| Goosebumps: The Game                                          | WayForward                           | GameMill Entertainment                    | Puzzle                | Nein   | 9. Oktober 2018                               |
| Gotcha Racing 2nd                                             | Arc System Works                     | Arc System Works                          | Rennspiel             | Nein   | 29. März 2018                                 |
| Grab the Bottle                                               | Kamina Dimension                     | Sometimes You                             | Puzzle                | Nein   | 20. Juni 2018                                 |
| Graceful Explosion Machine                                    | Vertex Pop                           | Vertex Pop Retail: Super Rare Games       | Shoot ’em up          | Ja     | 6. April 2017 Retail: 18. Juni 2020           |
| Grand Brix Shooter                                            | Intragames                           | Intragames                                | Shoot ’em up          | Nein   | 29. August 2019                               |
| Grand Guilds                                                  | Drix Studios                         | Keybol Games                              | Rollenspiel           | Nein   | 26. März 2020                                 |
| Grand Prix Rock 'N Racing                                     | EnjoyUp Games                        | EnjoyUp Games                             | Rennspiel             | Nein   | 5. Januar 2018                                |
| Grand Prix Story                                              | Kairosoft                            | Kairosoft                                 | Simulation            | Nein   | 21. März 2019                                 |
| Grandia HD Collection                                         | GungHo Online Entertainment          | GungHo Online Entertainment               | Rollenspiel           | Nein   | 16. August 2019                               |
| Grandpa and the Zombies                                       | TWP Tivola                           | Tivola                                    | Puzzle                | Nein   | 12. September 2018                            |
| Grass Cutter - Mutated Lawns                                  | Evgeniy Kolpakov                     | Evgeniy Kolpakov                          | Platformer Puzzle     | Nein   | 10. Juli 2019                                 |
| Grave Danger                                                  | Spotted Shark Studios                | Joindots Retail: Markt+Technik            | Puzzle Platformer     | Ja     | 28. Juni 2018 Retail: 2018                    |
| Grave Keeper                                                  | Forever Entertainment                | Forever Entertainment                     | Rollenspiel           | Nein   | 8. August 2019                                |
| Graveyard Keeper                                              | Lazy Bear Games                      | tinyBuild                                 | Simulation            | Nein   | 27. Juni 2019                                 |
| Gravity Duck                                                  | Woblyware                            | Ratalaika Games                           | Platformer            | Nein   | 16. August 2019                               |
| Gravity Rider Zero                                            | Vivid Games                          | QubicGames                                | Rennspiel             | Nein   | 8. Mai 2020                                   |
| Green Game: TimeSwapper                                       | iFun4All                             | iFun4All                                  | Puzzle                | Nein   | 17. November 2017                             |
| Greendroid                                                    | PLiCy                                | PLiCy                                     | Adventure             | Nein   | 11. Mai 2020                                  |
| GRID Autosport                                                | Codemasters                          | Codemasters                               | Action-Adventure      | Nein   | 19. September 2019                            |
| Grid Mania                                                    | FX Valley                            | QubicGames                                | Puzzle                | Nein   | 2. März 2018                                  |
| GRIDD: Retroenhanced                                          | Antab Studio                         | Kongregate                                | Rennspiel             | Nein   | 7. Juni 2018                                  |
| Grim Fandango Remastered                                      | Double Fine Productions              | Double Fine Productions                   | Adventure             | Nein   | 1. November 2018                              |
| Grimvalor                                                     | Direlight                            | Direlight                                 | Adventure Simulation  | Nein   | 7. April 2020                                 |
| GRIP                                                          | Caged Element                        | Wired Productions                         | Rennspiel             | Ja     | 6. November 2018                              |
| GRIS                                                          | Devolver Digital                     | Devolver Digital                          | Adventure             | Ja     | 13. Dezember 2018 Retail: 24. November 2021   |
| Groove Coaster: Wai Wai Party!!!!                             | Taito                                | Taito                                     | Rhythmusspiel         | Nein   | 14. November 2019                             |
| Guacamelee! Super Turbo Championship Edition                  | Drinkbox Studios                     | Drinkbox Studios                          | Platformer            | Nein   | 8. Oktober 2018                               |
| Guacamelee! 2                                                 | Drinkbox Studios                     | Drinkbox Studios                          | Platformer            | Nein   | 10. Dezember 2018                             |
| Guard Duty                                                    | Sick Chicken Studios Ratalaika Games | Ratalaika Games                           | Adventure             | Nein   | 24. April 2020                                |
| Gurgamoth                                                     | Galvanic Games                       | The Quantum Astrophysicists Guild         | Fighting              | Nein   | 3. September 2019                             |
| Guess the Character                                           | JanduSoft                            | JanduSoft                                 | Puzzle                | Nein   | 20. Dezember 2018                             |
| Guess the Word                                                | Ultimate Games                       | Ultimate Games                            | Puzzle                | Nein   | 14. Februar 2019                              |
| Guilt Battle Arena                                            | Invincible Cat                       | ForwardXP                                 | Action                | Nein   | 2. März 2018                                  |
| Guilty Gear                                                   | Arc Systems Works                    | Arc Systems Works                         | Beat ’em up           | Nein   | 17. Mai 2019                                  |
| Guilty Gear XX Accent Core Plus R                             | Arc Systems Works                    | Arc Systems Works                         | Beat ’em up           | Nein   | 17. Mai 2019                                  |
| Gun Crazy                                                     | Ritual Games                         | Ratalaika Games                           | Shoot ’em up          | Nein   | 1. Mai 2020                                   |
| Gunbarich                                                     | Psikyo                               | Zerodiv                                   | Puzzle                | Nein   | 3. August 2017                                |
| Gunbird                                                       | Psikyo                               | Zerodiv                                   | Shoot 'em up          | Nein   | 7. Dezember 2017                              |
| Gunbird 2                                                     | Psikyo                               | Zerodiv                                   | Shoot 'em up          | Nein   | 21. Juni 2018                                 |
| Gunbrick: Reloaded                                            | Nitrome                              | Nitrome                                   | Action                | Nein   | 9. April 2020                                 |
| Gunhouse                                                      | Necrosoft Games                      | Other Ocean                               | Tower Defense Puzzle  | Nein   | 15. Januar 2018                               |
| Gunlord X                                                     | NGDEV                                | NGDEV                                     | Action                | Nein   | 22. Mai 2019                                  |
| Gunma's Ambition: You and me are Gunma                        | G-Mode                               | G-Mode                                    | Party                 | Nein   | 26. Dezember 2019                             |
| Gunman Clive HD Collection                                    | Hörberg Productions                  | Hörberg Productions                       | Platformer            | Nein   | 17. Januar 2019                               |
| Gunpowder on The Teeth: Arcade                                | Gunpowder Team                       | Forever Entertainment                     | Shoot 'em Up          | Nein   | 25. Juli 2019                                 |
| Guns, Gore & Cannoli                                          | Crazy Monkey Studios                 | Crazy Monkey Studios                      | Action-Adventure      | Nein   | 21. Dezember 2017                             |
| Guns, Gore & Cannoli 2                                        | Crazy Monkey Studios                 | Crazy Monkey Studios                      | Action-Adventure      | Nein   | 2. August 2018                                |
| Guns of Mercy: Rangers Edition                                | Storybird                            | Storybird                                 | Action                | Nein   | 3. Januar 2019                                |
| Gunvolt Chronicles: Luminous Avenger iX                       | Inti Creates                         | Inti Creates                              | Action                | Nein   | 26. September 2019                            |
| Guts and Glory                                                | HakJak Productions                   | tinyBuild Games                           | Simulation            | Nein   | 19. Juli 2018                                 |
| Gym Hero - Idle Fitness Tycoon                                | Ultimate Games                       | Ultimate Games                            | Arcade simulation     | Ja     | 24. April 2019                                |
| Gyro Boss DX                                                  | Chequered Ink                        | Chequered Ink                             | Shooter               | Nein   | 3. Mai 2019                                   |